# Difuzní rovnice
Difuzní rovnice je matematický model difuze. Jedná se o obecnou rovnici používanou obecněji k modelování transportních dějů v přírodě. Tedy nejenom k modelování difuze, ale i k modelování vedení tepla nebo proudění podzemní vody. Difuzní rovnice bývá formulována v mnoha více či méně konkretizovaných tvarech v závislosti na spefických vlastnostech materiálu (izotropie, homogenita, (ne-)linearita) nebo difuzního procesu (existence nebo neexistence zdrojů, stacionarita nebo časový vývoj apod.)

## Obecný tvar difuzní rovnice
Difuzní rovnice vznikne dosazením konstitutivního zákona do rovnice kontinuity. Tímto spojením vznikne parciální diferenciální rovnice {\displaystyle {\frac {\partial u}{\partial t}}=\sigma +\nabla \cdot (D\nabla u),}kde {\displaystyle u} je hustota látky podléhající difuzi, {\displaystyle \sigma } je přírůstek této hustoty za jednotku času působením zdrojů, {\displaystyle \nabla (\cdot )} je diferenciální operátor divergence, {\displaystyle D} je difuzní koeficient a {\displaystyle \nabla u} je gradient {\displaystyle u}.
Slovně tato rovnice vyjadřuje,
- že množství stavové veličiny, které v daném v daném místě přibude za jednotku času je dáno součtem množství, které vygenerují zdroje a množství, o které se zeslabí tok tímto místem (rovnice kontinuity),
- a že tok je úměrný poklesu koncentrace látky podléhající difuzi (s povolením tenzorové povahy pro konstantu úměrnosti, konstitutivní zákon).

## Difuzní rovnice v kartézských souřadnicích
V kartézských souřadnicích je možné difuzní rovnici ve dvou dimenzích pro obecný tenzorový difuzní koeficient {\displaystyle D={\begin{pmatrix}D_{xx}&D_{xy}\\D_{xy}&D_{yy}\end{pmatrix}}} rozepsat do tvaru {\displaystyle {\frac {\partial u}{\partial t}}=\sigma +{\frac {\partial }{\partial x}}\left(D_{xx}{\frac {\partial u}{\partial x}}\right)+2{\frac {\partial }{\partial x}}\left(D_{xy}{\frac {\partial u}{\partial y}}\right)+{\frac {\partial }{\partial y}}\left(D_{yy}{\frac {\partial u}{\partial y}}\right).}Analogicky je možno postupovat ve třech dimenzích.
- Jsou-li souřadné osy ve vlastních směrech difuzního koeficientu, neuplatní se člen se smíšenými derivacemi, protože v tomto případě je difuzní koeficient diagonální maticí a platí {\displaystyle D_{xy}=0}. Pro transformaci do takové soustavy souřadnic slouží matice přechodu.
- Je-li materiál izotropní, je difuzní koeficient {\displaystyle D} skalární veličinou a potom platí {\displaystyle D_{xy}=0} a {\displaystyle D_{xx}=D_{yy}=D}. Při vhodné volbě jednotek je navíc možno tento koeficient položit roven jedné.
- Je-li materiál homogenní a je-li difuzní koeficient nezávislý na hustotě veličiny podléhající difuzi, je možné členy s kvaziderivacemi ve tvaru {\displaystyle {\frac {\partial }{\partial x}}\left(D_{xx}{\frac {\partial u}{\partial x}}\right)} upravit na členy s druhými derivacemi ve tvaru {\displaystyle D_{xx}{\frac {\partial ^{2}u}{\partial x^{2}}}}.
- Pro izotropní homogenní materiál s difuzním koeficentem nezávislým na hustotě veličiny {\displaystyle u} se rovnice redukuje na rovnici[1] {\displaystyle {\frac {\partial u}{\partial t}}=\sigma +D\nabla ^{2}u,}kde {\displaystyle \nabla ^{2}} je Laplaceův operátor.
- Je-li paricální derivace podle času na levé straně rovnice nulová, redukuje se rovnice na stacionární difuzní rovnici. Taková rovnice modeluje stacionární stav, který většinou nastane poté, co se studovaný systém vyrovná s vnějšimi podmínkami a tok i hustota se ustálí na stabilních hodnotách.
- Pokud veličina podléhající difuzi nemůže vznikat ani zanikat, neuplatní se člen vyjadřující působení zdrojů a platí {\displaystyle \sigma =0}. V tomto případě jde o bezzdrojovou rovnici.

Vzhledem k výše uvedeným možným modifikacím a zjednodušením se zřídka pracuje s difuzní rovnicí přímo v uvedeném tvaru, ale pracuje se s jejími vhodnými specifikacemi.

## Některá zobecnění difuzní rovnice
- Pro modelování difuze v pohyblivém prostředí je nutno do celkové bilance započítat i pohyb tohoto prostředí. Příslušná rovnice se nazývá rovnice reakce difuze.
- Pro některé úlohy je vhodnější použít nelineární mocninnou závislost v konstitutivním zákoně. To vede na difuzní rovnici s p-Laplaciánem namísto lineárního Laplaceova operátoru.